# Зорін Олексій Олексійович
Олексій Олексійович Зорін (народився 17 вересня 1976 рідне м.Черкаси) — Український актор театру та кіно. Каскадер.

## Біографія
Дитинство Олексія було сповнене пристрастю до пригод та бойових мистецтв. Він багато часу проводив в Черкаському обласному краєзнавчому музеї. Мріяв стати археологом та каскадером. Цікавився різними стилями бою. Це вплинуло на його бачення світу і філософію життя.
З дитинства займався народними танцями в Черкаському міському центрі дитячої та юнацької творчості.
З п’ятнадцяти років почав серйозно займатися рукопашним боєм та кікбоксингом. Надалі, займався у різних майстрів Кунг-фу, Цигун: Андрущенко Андрій, Дягілєв Володимир Олексійович "Дракон-Тигр"(Лун Ху Цюань), Чунг Фам Тхань (школа Чунг Нам Во Дао)
Свій акторський шлях Олексій розпочав завдяки випадковому знайомству з Іваном Пилиповичем Клименком, актором Черкаського театру імені Т.Г Шевченка. Клименко розгледів творчий потенціал Олексія та запропонував допомогти йому підготуватися до вступу в театральний інститут. Він вступив у КНУТКіТ ім. І. К. Карпенка-Карого та навчався в майстерні Юрія Миколайовича Мажуги (1998-2002)
З першого курсу захоплювався танцями, а саме «контактною імпровізацією». Вже на четвертому курсі реж. Артур Артіменьєвзапросив до Київського «Вільного театру», де грав у виставі «Чайка, на ім'я Джонатан». Основне навантаження у виставі було побудоване на рухах і пластиці.
З 2002-2012 р. актор Київського академічного театру юного глядача на Липках та активно знімається в кіно.
2010 серіал “По закону” Зорін втілює свою давню мрію, окрім акторської головної ролі (Костянтина) дебютує постановником сцен бою. Втілює власні ідеї та трюки, що додало серіалу ще більшої динаміки та реалістичності.
В серіалах «Код  Костянтина», «Агенти справедливості» актор також паралельно працює над сценами, які пов’язані з трюками та бійками.
З 2023 р. працює викладачем сценічного бою та пластики руху в  Українській Кіношколі

## Театральні ролі
- Кіт — "Лис Микита" реж. К. Дубінін
- Троль / Розбійник/ Принц — «Снігова королева» Г. Андерсена; реж. Віктор Гирич
- «Ромео і Джульєтта» В. Шекспіра; реж. В. Гирич
- «Фігаро (Шалений день)» П. Бомарше; реж. В. Гирич

- Перелесник — «Лісова пісня» реж. В.С Гирич
- Марат⁣ — «Мій бідний Марат» реж. М. Михайліченко
- Чорт — «Різдвяна ніч» реж. В.С Гирич
- Павлин Савельєв — «Вовки та...» реж. М. Михайліченко
- Майкл — «Добрий Хортон» Жанр: мюзиклреж. М. Михайліченко
- Моряк — «Смак меду» реж. Ю. Кочевенко
- Грег — «Романтик з планети eBay
- Птахолов — «Ярмарковий гармидер» реж. В.С Гирич
- Зелений чоловічок — «Ти особливий» О. Несміян
- Котовій Іванович — "Два клени"
- Срібна чайка — «Чайка, на ім'я Джонатан» Р. Баха
- Кравець, Фантом — «Шинель» М. Гоголя; реж. Олег Мельничук
- Солдат — "Король Дроздобород" реж. В.С Гирич
- Миша — "Лускунчик" реж. В.С Гирич
- Чорт — "Ніч на полонині"
- Посильний — «Ляльковий дім» Г. Ібсена; реж. К. Дубінін
- Сід — «Пригоди Тома Сойєра» М. Твена; реж. К. Дубінін
- «Чарівна Пеппі» А. Ліндгрен; реж. Віктор Гирич
- Заєць — “Порося, яке співає” реж. М. Михайліченко
- Енді - «Реґґеді Енн» Джона Груела реж. А. Артіменьєв

## Актор Озвучування
- Video Game 2009 «S.T.A.L.K.E.R.: Call of Pripyat» Production company GSC Game World
- Video Game 2006 «Герої знищених імперій / Heroes of Annihilated Empires» озвучив головного героя в російській версії (Ельхант — ельфійський воїн) Production company GSC Game World
- Метро 2033. розробила українська компанія 4A Games, яку створили вихідці з компанії GSC Game World Персонаж: Борис — Спеціаліст по техніки Ордена)

## Фільмографія
- 2005-2009 Повернення Мухтара Реж. В. Златоустівський
- 2006 —  2021 «Оберіг нації» або «Серце світу» Ждан Реж. — В. Домбровський, Реж. - Я. Попов
- 2006 «Солодкі сни» (Ромео) Режисер - А. Давиденко
- 2006 Таємниця «Святого Патрика» (Сівков) Режисер - А. Бенкендорф
- 2006 «Повертається чоловік із відрядження» (слідчий Васюков) Режисер І. Войтюк
- 2006 «Ситуація -202» (агент ФСБ) Режисер - К. Шихар
- 2006-2007 «Міський романс» (слідчий Костянтин) Режисер - В. Дьяченко
- 2007 «Зачароване кохання» (партизан) Режисер — В. Балкашинов
- 2008 «Рідні люди» Режисер: І. Шкурін, В. Дощук, О. Масленніков
- 2008 «Відданий друг» Режисер - К. Волкова
- 2009 «Полювання на вервольфа» (німецький офіцер Данер) Режисер - Є. Митрофанов
- 2009 «Віра Надія Любов» (Михайло) Режисер - А. Рудаков
- 2009 «1941» (німецький солдат Ганс) Режисер - В. Шалига
- 2010 «По закону» (старший лейтенант Костянтин Пчьолкін) Режисер - А. Руденко
- 2010 «Все що ви хотіли знати про любов» (красень в пошуках ідеалу) Режисер - Ю.Постол
- 2011 «Балада про бомбера» (диверсант із групи Дерябіна Зорін) Режисер - Віталій Воробйов
- 2011 «Маршрут милосердя» (провідник Павло) Режисер - С. Курбанов.
- 2011 «Справа була на Кубані» (лікар Шликов Василь) Режисер - С. Щербін
- 2011 «Я тебе ніколи не забуду» (Микита) Режисер - А. Рудаков
- 2011 «Екстрасенси / детективи» (слідчий Раневський) Режисер - О. Пархоменко
- 2011 «Хованки» (хуліган) Режисер - Д. Тюрін
- 2011 «Лють» (Паша) Режисер - І. Копилов
- 2011 «Лист очікування» (тренер Михайло) Режисер - А. Черних
- 2011 «Ластівчине гніздо» (Альберт інструктор скелелаз) Режисер - К. Кашліков
- 2011 «Жіночий лікар» (Роль Юрій Сидоренко) Режисер О. Пархоменко, А. Гойда
- 2012 «Нюхач» Режисер А. Литвиненко
- 2012 «Пристрасті по Чапаю» (писар Касьян) Режисер - С. Щербін
- 2012 «Брат за брата» Режисер Олег Туранський
- 2013 «Агент» епізод Режисери Г. Гаврилов, Д. Кузьмін
- 2013 «Генеральська невістка» (Сідоркін) Режисер - О. Матешко
- 2013 «Подвійне життя» (капітан Руднєв) Режисер – Дмитро Лактіонов
- 2014 «Так далеко, так близько» (бойовик Васін) Режисер - О. Чорних
- 2014 «Дізнайся мене, якщо зможеш» 2014 (Павло) Режисери - А. Гусєв (II), Є. Граматиків
- 2014 «Особиста справа» (майстер спорту Стогов) Режисер - В. Мельниченко
- 2014 «Чоловік на годину» (сержант Тимошенко) Режисер - О. Матешко
- 2014 «Манекенниця» (Олексій ад'ютант Холодова) Режисер - Є. Ніколаєва
- 2015 «За законами воєнного часу» Командир взводу (2 серія)  реж. М.Мехеда
- 2015 Серіал «Код Костянтина» (слідчій Олексій Рибніков) Реж. Я.Ластовецький І.Рутковський
- 2012-2016 «Нюхач»-1,2,3 (СБР Максим) Режисер - О. Литвиненко
- 2016 «Прокурори» серія-31 (опер лейтенант Головко) Режисери.Мікрюкова
- 2016 «На краю безодні» (Семичастний В. Є) Режисер - В. Савельєв
- 2016 «Одинак» серіал (майор Середа) Режисер В. Конісевич
- 2016-2021 (10 сезонів) «Агенти справедливості» Головна роль (Журналіст Вадим Зорін) Режисери - Д. Андрєянов та В. Кузьменко
- 2021 «Присягання лікаря» (Батько) реж. Д.Тарасов
- 2021 «Справа тих, хто потопає» (Юрій) Реж.А.Азаров
- 2021 «Пес-6» 31 серія (Горбаль) реж. А. Сальніков
- 2021 «Дільничний з ДВРЗ-3» Агент Солоний Реж. В.Кузьменко
- 2021 "Провінціал" співробітник СБ реж. Сергій Щербін
- 2021 «Наперекір Долі (Подолання)» (слідчий Сергій)Режисер Юрій Осипов
- 2023 «Молода» Сергій Реж. Міла Погребіська
- 2023 «Жіночий лікар: нове життя» (Шумейко Т.В) Режисери постановники ― Андрій Колесник, Павло Мащенко, Сергій Сотниченко
- 2024 «Ловець снів» Реж. Віктор Сухобрус